# Zdravko Duša
Zdravko Duša (krstno ime Valentin Duša), slovenski urednik, scenarist in prevajalec, * 25. november 1950, Čiginj.

## Življenje
Zdravko Duša je leta 1968 končal pedagoško smer gimnazije Tolmin. Šolanje je nadaljeval na Filozofski fakulteti v Ljubljani, kjer je leta 1969 vpisal anglistiko ter primerjalno književnost in literarno teorijo. Nekaj kratkih zgodb je objavil v Tribuni, Mladini, Anteni in bil kulturni urednik študentskega časopisa Tribuna in Radia Študent.
Leta 1975 se je zaposlil kot novinar pri časniku Delo, pozneje pa kot prodajni referent in korektor. Uveljavil se je kot prevajalec, v tistem času je nastala tudi gledališka igra Jaslice (1978), ki je bila v režiji Vinka Moederndorferja uprizorjena v gledališču Glej (v sezoni 1981/1982). Kariero tekstopisca in snovalca v Studiu marketing Delo, kjer je med drugim ustvaril slogan Slovenija, moja dežela, je leta 1987 zamenjal za mesto urednika na Cankarjevi založbi. Nekaj let je ob tem urejal tudi zbirko Rob pri koprski založbi Lipa, kasneje pa poletne zgodbe slovenskih in tujih avtorjev v časniku Delo. Na prelomu tisočletja zaide med scenariste ter ustanovi in vodi scenaristično šolo Pokaži jezik. Še naprej prevaja, predvsem za gledališče, in razvija literarno-glasbena srečanja Lukatelce v Volčah pri Tolminu. Je tudi svetovalec za področje literature pri Evropski prestolnici kulture Maribor 2012.

## Delo

### Knjižni prevodi
- Alan White: Podnebje upora. Ljubljana: Prešernova družba (1978) (COBISS)
- John Steinbeck: Sladki četrtek. Ljubljana: Prešernova družba (1979) (COBISS)
- Derviš Sušić: Zalezovalci. Ljubljana: Prešernova družba (1979) (COBISS)
- Kurt Vonnegut: Mačja zibka. Ljubljana: Mladinska knjiga (1980) (COBISS)
- Philip Roth: Zbogom, Columbus. Ljubljana: Prešernova družba (1981) (COBISS)
- Lewis Patten: Okostja bizonov. Ljubljana: Prešernova družba (1982) (COBISS)
- Henry Miller: Seksus. Ljubljana: Delo (1984) (COBISS)
- Henry Miller: Kozorogov povratnik. Ljubljana: Državna založba Slovenije, (1985) (COBISS)
- Arthur Koestler: Mrk opoldne. Ljubljana: Mladinska knjiga (1986) (COBISS)
- Henry Miller: Opus pistorum. Ljubljana: Državna založba Slovenije (1987) (COBISS)
- D.M. Thomas: Beli hotel. Ljubljana: Cankarjeva založba (1996) (COBISS)
- Alistair Maclean: Strah je ključ. Ljubljana: Prešernova družba (1998) (COBISS)

### Gledališki prevodi
- Nigel Williams: Razredni sovražnik. Ljubljana: Slovensko mladinsko gledališče (1982)
- David Mamet: Seksualna perverzija v Chicagu. Ljubljana: SNG Drama (1989) (COBISS)
- Harold Pinter: Hribovski jezik. Objavljeno v časopisu Dnevnik, (1989) (COBISS)
- David Mamet: Edmond. Celje: Slovensko ljudsko gledališče (1990) (COBISS)
- Fiona Templeton: Na tvojem mestu. Ljubljana: Gledališče Glej (1990)
- Peter Shaffer: Črna komedija. Celje: Slovensko ljudsko gledališče (1991) (COBISS)
- Peter Shaffer: Leticija in Luštrek. Ljubljana: CD (1991) (COBISS)
- Sue Townsend: Skrivni dnevnik Jadrana Krta (sopr. Irena Duša). Celje: Slovensko ljudsko gledališče (1991) (COBISS)
- Ray Cooney: To imamo v družini. Kranj: Prešernovo gledališče (1994) (COBISS)
- David Mamet: Oleanna. Ljubljana: SNG Drama (1995) (COBISS)
- Philip Ridley: Disney Razparač. Ljubljana: SNG Drama (1996) (COBISS)
- Sam Shepard: Nevidna roka. Celje: Slovensko ljudsko gledališče Celje (1996)
- Albee: Kdo se boji Virginije Woolf?. Ljubljana: SNG Drama (1997)
- Ray Cooney: Denar z neba. Celje: Slovensko ljudsko gledališče Celje (1997)
- Terence McNally: Mojstrski tečaj. Trst: Slovensko stalno gledališče (1997) (COBISS)
- Brian Friel: Ples v avgustu. Ljubljana: SNG Drama (COBISS)
- Goran Stefanovski: Bakanalije: po motivih Evripidovih Bakhantk. Ljubljana: AGRFT (1997) (COBISS)
- David Hare: Nadsvetloba.  Nova Gorica: Primorsko dramsko gledališče (1998)
- Howard Barker: Evropejci. Ljubljana: SNG Drama (1999) (COBISS)
- David Hare: Vprašajte Amy (sopr. Irena Duša). Nova Gorica: Primorsko dramsko gledališče (1999) (COBISS)
- Tennessee Williams: Tramvaj Poželenje. Celje: Slovensko ljudsko gledališče (1999) (COBISS)
- Howard Barker: Uršula. Ljubljana: SNG Drama (2000)
- Sarah Kane: Razdejani. Objavljeno v: Dramatikon II, Beletrina (2001)
- Sarah Kane: Razmadežna. Ljubljana: SNG Drama (2001) (COBISS)
- David Mamet: Glengarry Glen Ross. Nova Gorica: Primorsko dramsko gledališče (2001) (COBISS)
- Arthur Miller: Smrt trgovskega potnika. Ljubljana: Karantanija (2001) (COBISS)
- Ben Elton: Popcorn. Nova Gorica: Primorsko dramsko gledališče (2002)
- Hanif Kureishi: Primestje. Ljubljana: Slovensko narodno gledališče Drama (2002) (COBISS)
- Martin McDonagh: Kripl z Inishmaana. Ljubljana: Mestno gledališče ljubljansko (2002) (COBISS)
- David Mamet: Ameriški bizon. Knjižna objava v Dramatikon 4, Študentska založba (2003)
- Hannie Rayson: Življenje po Georgeu. Ljubljana: Slovensko narodno gledališče Drama (2004) (COBISS)
- Richard Bean: Zakonski apartma (soprevajalka Irena Duša). Ljubljana: Mestno gledališče ljubljansko (2005) (COBISS)
- Ray Cooney: Spustite me pod kovter, gospa Markham. Celje: SLG Celje (2005) (COBISS)
- Martin Crimp: Kruto in nežno. Ljubljana: SNG Drama (2005) (COBISS)
- Martin Crimp: Podeželje. Kranj: PG Kranj (2006) (COBISS)
- Harold Pinter: Zabava za rojstni dan. Radovljica: Didakta (2006) (COBISS)
- David Rabe: Tisti, ki jih reka ne spusti. Nova Gorica: Slovensko narodno gledališče Nova Gorica (2006) (COBISS)
- Harold Pinter: Strežni jašek. Ljubljana: Slovensko mladinsko gledališče Ljubljana (2007)
- Tennessee Williams: Orfej se spušča. Ljubljana: SNG Drama (2007) (COBISS)
- Marius Ivaškevičius: Mesto tako blizu. Trst: Slovensko stalno gledališče (2008) (COBISS)
- Jaan Tätte: Avtocestni nadvoz ali zgodba o zlati ribici. Kranj: PG Kranj (2008) (COBISS)
- David Mamet: Romanca. Celje: SLG Celje (2009) (COBISS)
- Milena Marković: Barčica za punčke. Ljubljana: SNG Drama (2009). (COBISS)
- Sarah Kane: Zbrane drame. Ljubljana: Cankarjeva založba (2010) (COBISS)
- Howard Barker: Slike z usmrtitve. Ljubljana: SNG Drama (2011) (COBISS)

### Samostojne knjižne objave
- Zdravko Duša: Jaslice. Koper: Lipa (1989) (COBISS)
- Zdravko Duša: Kje so doma dobri možje. Ljubljana: Mladinska knjiga (2008) (COBISS)

### Avtorske antologije
- Zdravko Duša: The Veiled Landscape - antologija slovenskih avtoric. Ljubljana: Slovenian Office for Women's Policy: "City of Women" Festival (1995) (COBISS)
- Zdravko Duša, Lado Kralj: Ameriška drama dvajsetega stoletja. Ljubljana: Karantanija (2001) (COBISS)

### Film
- Dialogi za celovečerna filma Poletje v školjki II (rež. Tugo Štiglic) in Srčna dama (rež. Boris Jurjaševič)
- Sodelavec pri scenariju Delo osvobaja. TVS (2005)
- Samostojni scenariji: Tv nadaljevanka in celovečerni film Trpljenje mladega Igorja (2006), dokumentarni film Sveti jezik (2005), dokumentarni film Nočemo belega kruha. Ljubljana: RTS (2010)
- Oroslan. Ljubljana: Staragara (2019) - posnet po kratki zgodbi Pa ravno tako je bilo

### Televizija
- Tv nadaljevanka Hotel poldruga zvezdica, 15 delov, (2004) glavni scenarist; (2005) avtor dveh epizod